# Henryk Charucki
Henryk Stanisław Charucki (ur. 2 grudnia 1955 w Ostrowi Mazowieckiej) – polski kolarz szosowy, zawodnik Floty Gdynia i Dolmelu Wrocław. Zwycięzca Tour de Pologne (1979).

## Kariera sportowa
Jako zawodnik Floty Gdynia sięgnął po wicemistrzostwo Polski w wyścigu drużynowym na 100 km w 1977. W tej samej konkurencji sięgnął w 1978 po brązowy medal w drużynie Dolmelu Wrocław. W tym samym roku bez sukcesu wystąpił na mistrzostwach świata w wyścigu szosowym ze startu wspólnego, zajmując 47. miejsce. W 1979 osiągnął swoje największe sukcesy, wygrywając Tour de Pologne i mistrzostwo Polski w wyścigu górskim. Karierę sportową zakończył w latach 90.
Odznaczony Brązowym (2010) i Srebrnym (2021) Krzyżem Zasługi.

## Rodzina
Henryk Charucki jest ojcem Pawła Charuckiego (ur. 1988), także kolarza.